# Мустафа Арслановић
Мустафа Арслановић (Босански Нови, 24. фебруар 1960) бивши је југословенски и босанскохерцеговачки фудбалер. Играо је као дефанзивац. За репрезентацију СФР Југославије одиграо је једну утакмицу, 25. марта 1987. против Аустрије.